# پاین ماونتن لیک (کالیفرنیا)
پاین ماونتن لیک (به انگلیسی: Pine Mountain Lake) یک منطقهٔ مسکونی در ایالات متحده آمریکا است که در شهرستان توآلومی، کالیفرنیا واقع شده است. پاین ماونتن لیک ۴۹٫۸۶۴ کیلومتر مربع مساحت دارد و ۸۵۲ متر بالاتر از سطح دریا واقع شده است. بر اساس سرشماری سال ۲۰۱۰، پاین ماونتن لیک ۲۷۹۶ نفر جمعیت دارد.
این ناحیه، دروازه ورود به یوسیمیتی و بیشتر ساکنان آن بازنشستگان یا توریستها هستند. PML شامل یک دریاچه خصوصی ۲۰۲ هکتاری (۰٫۸۲ کیلومتر مربع) با ۹٫۷ کیلومتر خط ساحلی است. آب و هوای مدیترانه ای PML سبب سردی و ریزش برف و باران در زمستان است ولی بهاری سبز و معتدل دارد و در تابستان، دارای روزهای گرم است.